# Charles Chaplin (konstnär)
Charles Josua Chaplin, född 8 juni 1825, död 30 januari 1891, var en fransk målare och tecknare.
Chaplin var på sin tid mycket populär med sina dam- och barnporträtt, ofta i pastelltoner i den brittiska målartraditionen. Chaplins verk finns bland annat i Musée du Luxembourg och på Nationalmuseum.